# Tiktaalik roseae
Tiktaalik roseae var en livsform som är en länk mellan fiskar och de första fyrfota landdjuren (tetrapoda). Den levde för omkring 375 miljoner år sedan, under devon. Djuret hade fiskfjäll och fenor som på en fisk men huvudets form och ögonens placering påminner om en krokodil. Framfenorna har en arm-liknande skelettstruktur som påminner om krokodilens, och den har både gälar och lungor och kunde också röra på nacken oberoende av kroppen, vilket andra fiskar inte kan.
Man har hittat flera fossil av Tiktaalik med längder mellan 1,2 och 2,75 meter. De upptäcktes på Ellesmereön i Kanada och publicerades i tidskriften Nature i april 2006. 